# Distretto di Zepita
Il distretto di Zepita è uno dei sette  distretti della provincia di Chucuito, in Perù. Si trova nella regione di Puno e si estende su una superficie di 546,57 chilometri quadrati.

Ha per capitale la città di Zepita; nel censimento 2007 si contava una popolazione di 19.796 unità.